# Mary GrandPré
Mary GrandPré, född 13 februari 1954 i South Dakota, är en amerikansk illustratör, mest känd för sina illustrationer till de amerikanska utgåvorna av Harry Potter-böckerna som är utgivna av Scholastic. Hon bor med sin familj i Sarasota, Florida.

## Biografi

### Tidigt liv
Mary GrandPré föddes i South Dakota i USA liksom hennes bror Robby men har tillbringat största delen av sitt liv i Minnesota. Hon började teckna redan när hon var fem år, då hon tecknade Musse Pigg. När hon var tio år imiterade hon Salvador Dalí och experimenterade med utsträckta objekt tecknade med olja innan hon gick utbildning i att kopiera svartvita fotografier från en encyklopedi. GrandPré gick ut Pomona College med examen i konst och vid cirka tjugofemårs ålder valde hon att gå tillbaka till skolan och utexaminerades från Minneapolis College of Art and Design.
Efter hennes examen tillbringade hon många år som servitris och försökte hitta en egen teckningsstil. Hennes tecknande utvecklades till vad hon kallar "soft geometry" som kännetecknades av pasteller använda i en "colorful, light-hearted, and whimsical" stil. Hennes verk är helt skapade för hand utan någon inblandning av datorer.

### Karriär

#### Olika verk
I takt med att GrandPrés verk blivit mer kända har hon fått möjligheten att ta fler olika jobb, vilket hon även gjort. Mary GrandPré har skapat bilder både för reklam och tidningar såsom The New Yorker, The Atlantic Monthly och Wall Street Journal. Bland hennes andra kända verk kan nämnas att hon fick i uppdrag att illustrera Minnesota State Fair 2005s officiella plakat. En Dreamworkschef som gillade hennes verk inbjöd henne att vara med som illustratör för deras film Antz. GrandPré var involverad genom att teckna lite av landskapet som var med i filmen. Hon har också varit med genom rollfigursuppbyggnad för en annan animerad film.

#### Harry Potter-serien
GrandPré har illustrerat alla amerikanska utgivningar av Harry Potter-böckerna. Hon var en av få personer som hade möjligheten att läsa böckerna före utgivningen av dem till allmänheten. När hon fick en ny bok läste hon igenom den en gång och noterade beskrivningar hon tyckte skulle bli bra som illustrationer. Sedan skapade hon många olika bilder som idéer för omslags- och kapitelbilderna innan hon skickade sina favoriter till redaktörerna som skulle bestämma vilka som slutligen skulle vara med i boken. GrandPré är väldigt noga med att bara ge antydningar om vad som kommer att hända i boken eller kapitlet bilden är till utan att göra det helt uppenbart vad som kommer att hända. GrandPré samarbetar inte alls med J.K. Rowling.
I Harry Potter och Fenixorden, den femte boken, visar en teckning av rollfiguren Severus Snape honom som en nästan flintskallig man med skäggstubb trots att han i texten hela tiden beskrivs som en kroknäst man med blek hud och flottigt, axellångt svart hår.

#### Andra barnböcker
Utöver Harry Potter-böckerna har Marry GrandPré illustrerat bilderböcker: Pockets, Chin Yu Min and the Ginger Cat, Vegetables Go to Bed, The Thread of Life, Swing Around the Sun, The Sea Chest och Sweep Dreams. Hon har även illustrerat Plum och Henry and Pawl and the Round Yellow Ball som är skrivna av hennes make Tom Casmer. 

#### Uppskattning
GrandPrés arbete med Harry Potter-böckerna har varit med på framsidan av Time Magazine. Utvalt av tusentals illustratörers verk har hennes verk också varit med på Showcase 16s omslag. Hon har mottagit utmärkelser från The Society of Illustrators, Communication Arts, Graphis, Print, Art Direction och har blivit presenterad i Step-by-Step Graphics och Communications Arts Magazine. GrandPré är också med i boken How Jane Won som innehåller femtio kvinnor som varit framgångsrika i sina karriärer och personliga liv.

## Senaste verk
Mary GrandPré har på senare tid slutat teckna konst för pengar. Hon har donerat mycket till The Wellness Community of Southwest Florida, en ideell organisation som stöttar folk som har cancer.